# Перетурина, Лилия Владимировна
Лилия Владимировна Перетурина (20 сентября 1988, Нижнекамск, Татарская АССР) — российская биатлонистка, чемпионка и призёр чемпионата России. Мастер спорта России по лыжным гонкам (2009) и биатлону (2010).

## Биография
Воспитанница нижнекамского ДЮСШ «Нефтехимик», первый тренер — Владимир Алексеевич Перетурин. С 2010 года выступала за Республику Удмуртия, представляла СДЮСШОР г. Ижевска и спортивное общество «Динамо», тренер — С. В. Бабушкин.
Становилась призёром национальных соревнований в детско-юношеском возрасте, в том числе победительница первой Спартакиады молодежи России (2008), победительница в командной гонке и бронзовый призер в эстафете на первенстве России среди юниоров (2009).
На взрослом уровне становилась чемпионкой России в 2011 году в командной гонке, серебряным призёром в 2011 году в смешанной эстафете, бронзовым призёром в 2010 году в патрульной гонке.
Завершила спортивную карьеру в начале 2010-х годов. После этого некоторое время работала детским тренером по биатлону в г. Глазове.
Окончила Татарский государственный гуманитарный университет (Казань, 2010).